# Yongji
Pour les articles homonymes, voir Yongji (homonymie).
Yongji (永济 ; pinyin : Yǒngjì) est une ville de la province du Shanxi en Chine. C'est une ville-district placée sous la juridiction administrative de la ville-préfecture de Yuncheng.

## Démographie
La population du district était de 423 968 habitants en 1999.